# ديف رودني
ديف رودني هو سياسي كندي، ولد في 27 يونيو 1964 في مانكوتا في كندا. حزبياً، نشط في الرابطة التقدمية المحافظة في ألبرتا ‏. وقد انتخب عضو الجمعية التشريعية ألبرتا.